# 萊奧帕斯敦谷站
萊奧帕斯敦谷站（英語：Leopardstown Valley）是一個位於愛爾蘭都柏林鄧萊里-拉斯當郡的都柏林轻轨站，在2010年通車，為綠線南行方向延伸路線往新娘峡谷站的車站之一。車站為附近的萊奧帕斯敦居民提供服務，此站亦可通往附近同名的商場。